# Надежда Агалцова
Надежда Агалцова (рус. Надежда Алексеевна Агальцова; 3. фебруар 1938) је руски научник. Године 1982. примила је Лењинову награду за развој сочива за снимање из ваздуха са широким углом у картографске сврхе.

## Биографија
Рођена је 3. фебруара 1938. Године 1961. дипломирала је на Лењинградском институту за прецизну механику и оптику. Од марта 1961. радила је под управом професора Михаила М. Русинова. Њен развој је обезбедио стварање сочива за ваздушно снимање попут Russar-55, Russar-63, Russar-71, као и финог ширококутног сочива шесте генерације Russar-93. Постао је прототип сочива Russar-96 за свемирски пројекат Марс 96. Од 1969. до 1971. године, Агалцова је прошла постдипломску обуку у Централном истраживачком институту за геодезију, снимање из ваздуха и картографију, а 1972. године одбранила је своју тезу, тако стекавши титулу кандидат науке.

## Награде
Проглашена је „стручњаком Аерофлота“, „стручњаком за геодезију и картографију“ и за „почасног геодета“. Награђена је златним и бронзаним медаљама Изложбама достигнућа националне економије:
- 1960. — Најбољи проналазач главног одељења за геодезију и картографију и проналазач СССР-а
- 1982. — Лењинова награда за развој сочива, подељена са њеним супругом Михаилом Русиновом[2]

## Дело
Објавила је тридесет и пет научних радова, примила двадесет и два сертификата за доприносе проналаску и имала је пет патента Руске Федерације.